# Куллінан (алмаз)

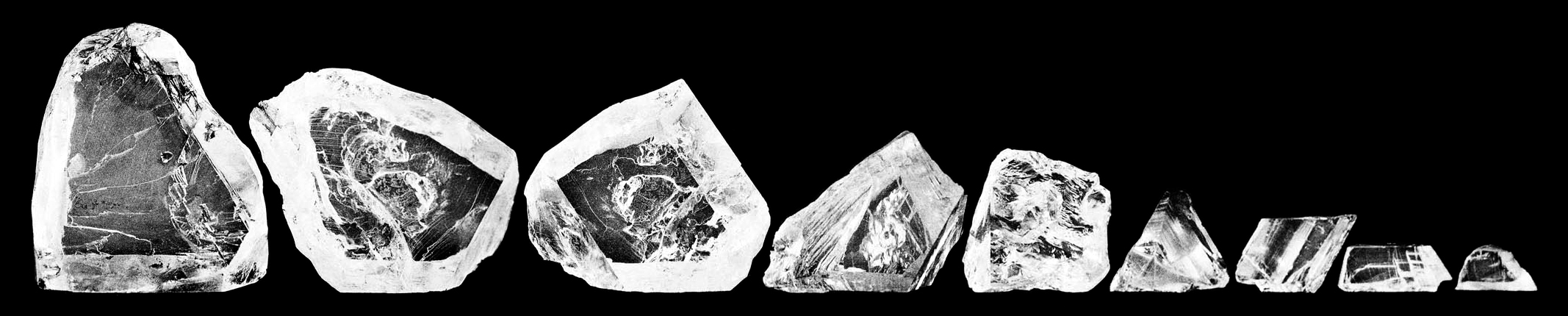
Дев'ять найбільших частин «Куллінану» після розділення

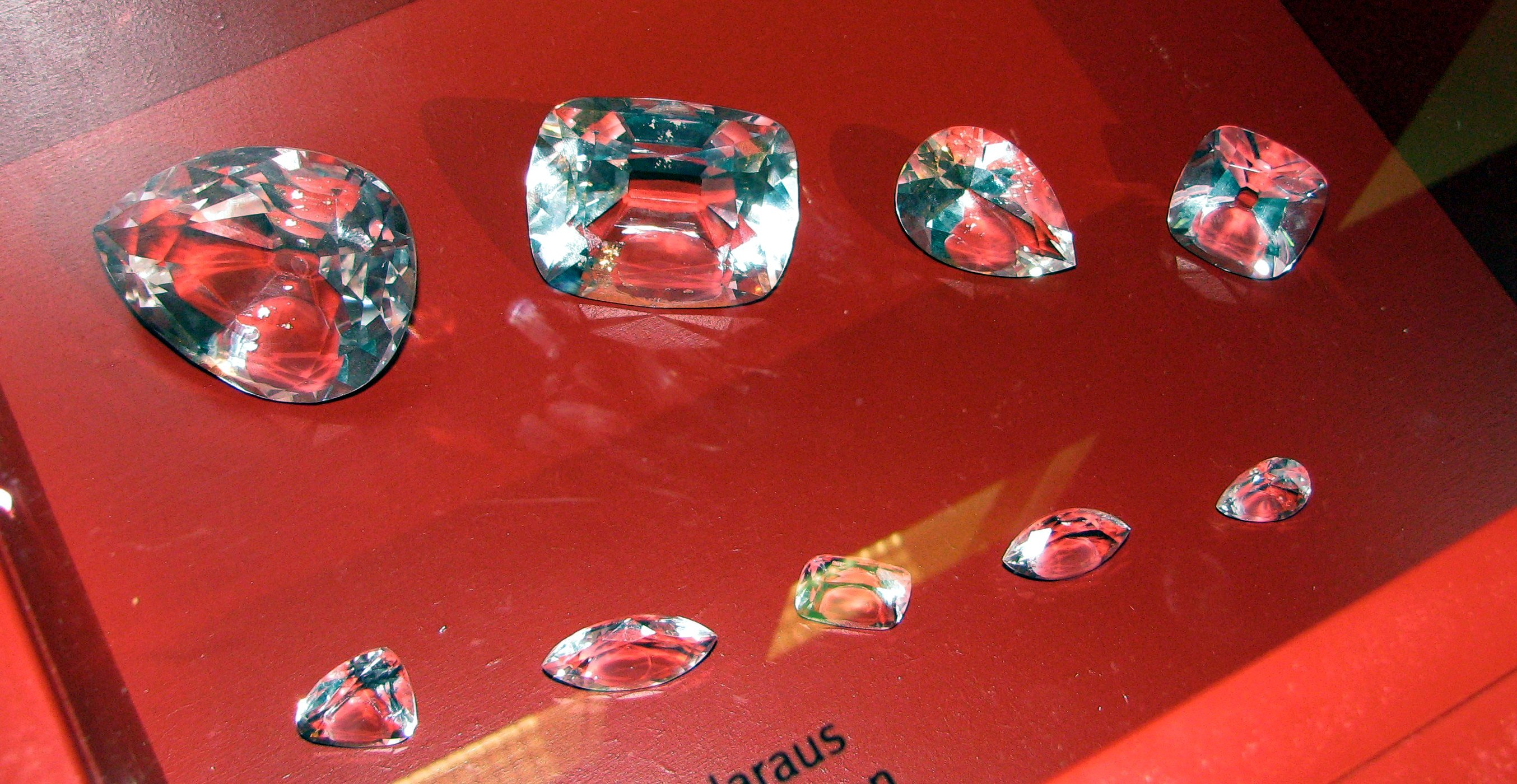
Скляні копії дев'яти діамантів одержаних з «Куллінану»

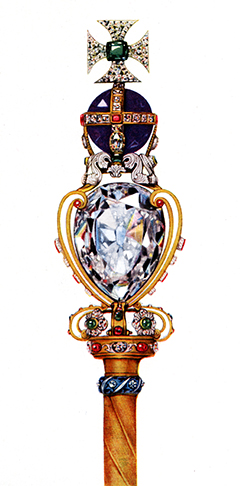
Скіпетр із Куллінаном I

«Куллінан» — найбільший з відомих алмазів з первинною вагою 3106 каратів (621,2 грами) і розмірами 9,8 см × 5,7 см × 6,7 см, знайдено 1905 року на копальні «Прем'єр» у Південній Африці. в провінції Гаутенг неподалік від Преторії. Як встановили учені, «Куллінан» — уламок ще більшого каменя, досі не ідентифікованого.

## Історія
Діамант був подарований урядом бурської республіки Трансвааль британському королю Едварду VII як вдячність за надання колонії самоврядування після закінчення Англо-бурської війни. Король доручив огранювання знаменитій голландській фірмі "I.J Asscher diamond company" (нині "Royal Asscher Diamond Company"). Над ограновуванням найбільшого алмазу працював засновник компанії, найкращий гранильник Європи Джозеф Ашер. Він мав унікальне вміння «відкрити» камінь: для цього потрібно було знайти на поверхні алмазу точку, пришліфувавши яку, можна «зазирнути всередину» алмазу і розрахувати один удар, який дозволить розбити камінь по вже наявних тріщинах і звільнити його від сторонніх включень. В алмазі «Куллінан» були тріщини, тому з нього не можна було виготовити один гігантський діамант. У 1908 році Ашер вивчав унікальний алмаз кілька місяців, перш ніж зробити на ньому ледь помітну подряпину. Після цього в присутності кількох знаменитих ювелірів в урочистій тиші Ашер приставив до подряпини на алмазі стамеску і вдарив по ній молотком, відразу втративши свідомість від хвилювання. Але розрахунок виявився правильним - прийшовши до тями, Ашер завдав ще кілька ударів по отриманих уламках. В результаті з «Куллінана» він отримав: 2 дуже великі монолітні блоки, 7 середніх і близько ста дрібних уламків  блакитно-білого кольору чистої води. 
На огранювання отриманих від «Куллінана» уламків пішло два роки: всього було виготовлено 2 величезних, 7 великих та 96 дрібних діамантів, їх загальна маса склала 1063,65 карата.
З алмазу виготовлено 105 діамантів, найбільший («Великі Зірки Африки») — «Куллінан I» 530,2 карата і «Куллінан II» (317,4 карата), загальна вага всіх діамантів 1063,65 карат.
Після розділення каменя Куллінан I прикрасив Британський державний скіпетр, а Куллінан II — корону Британської імперії.
Названий на честь Томаса Куллінана, який відкрив родовище.
До 1985 року Куллінан I був найбільшим діамантом у світі, поки не знайшли алмаз Золотий Ювілей, який перевершує Зірку Африки на 15 каратів. Але якщо враховувати вагу Куллінан I без огранювання, він буде більше Золотого Ювілею.
Після смерті королеви Єлизавети II у ПАР посилилися голоси, які вимагають Велику Британію повернути діамант. Понад 6 000 людей підписали петицію з проханням повернути «Велику зірку Африки» та виставити її у Південноафриканському музеї.

## Основні діаманти[11]
| Назва         | Вага, карат | Форма                                          | Використання |
| ------------- | ----------- | ---------------------------------------------- | --- |
| Куллінан I    | 530,2       | грушеподібна (англ. pear)                      | Встановлено у Скіпетрі з Хрестом (також відомому як Скіпетр Едуарда VII). Також може використовуватись як підвіска з Куллінаном II як брошкою.                                |
| Куллінан II   | 317,4       | прямокутна подушка (англ. rectangular cushion) | Встановлено у передній частині обруча Корони Британської імперії. Може використовуватись з Куллінан I як брошка.                                                              |
| Куллінан III  | 94,4        | грушеподібна (англ. pear)                      | Спочатку був встановлено нагорі корони королеви Марії Текської. Зараз висить з Куллінан IV у брошці.                                                                          |
| Куллінан IV   | 63,6        | квадратна подушка (англ. square cushion)       | Спочатку був встановлено у передній частині обруча корони королеви Марії Текської. Зараз висить з Куллінан III у брошці.                                                      |
| Куллінан V    | 18,8        | серце (англ. heart)                            | Встановлений у центрі брошки та формує частину корсажа з діамантів та смарагдів Намиста Делі Дурбар (англ. Delhi Durbar Parure).                                              |
| Куллінан VI   | 11,5        | овальна (англ. marquise)                       | Початково подарований Едвардом VII королеві Александрі. Після його смерті вона віддала камінь королеві Мері і вона його встановила як кулон, що звисає з Намиста Делі Дурбар. |
| Куллінан VII  | 8,8         | овальна (англ. marquise)                       | Звисає з брошки, яка містить Куллінан VIII та формує частину корсажу Намиста Делі Дурбар.                                                                                     |
| Куллінан VIII | 6,8         | подушка (англ. cushion)                        | Встановлено в центрі брошки та формує частину корсажу Намиста Делі Дурбар. |
| Куллінан IX   | 4,4         | грушеподібна (англ. pear)                      | Встановлено у перстень. |